# Seznam držitelek státního vyznamenání Československé a České republiky
Níže jsou uvedeny nositelky československého nebo českého státního vyznamenání podle typu ocenění, chronologicky podle udělení.

## Řád Bílého lva

### Československo
Držitelky Československého Řádu Bílého lva

#### 1924
- Louise Weissová, francouzská spisovatelka a politička – IV. třídy

#### 1928
- Marie Růžičková-Strozzi (1850–1937), chorvatská herečka českého původu
- Anna Auředníčková – V. třídy

#### 1929
- Vilemína Nizozemská, nizozemská královna – I. třídy s řetězem

#### 1937
- Marie Rumunská, jugoslávská královna matka – I. třídy
- Olga Řecká a Dánská, jugoslávská princezna – I. třídy

#### 1946
- Vlasta Vrázová, ředitelka Americké pomoci Československu – V. třídy

#### 1990
- Zdena Salivarová – III. třídy

### Česká republika[1]
Držitelky Řádu Bílého lva České republiky

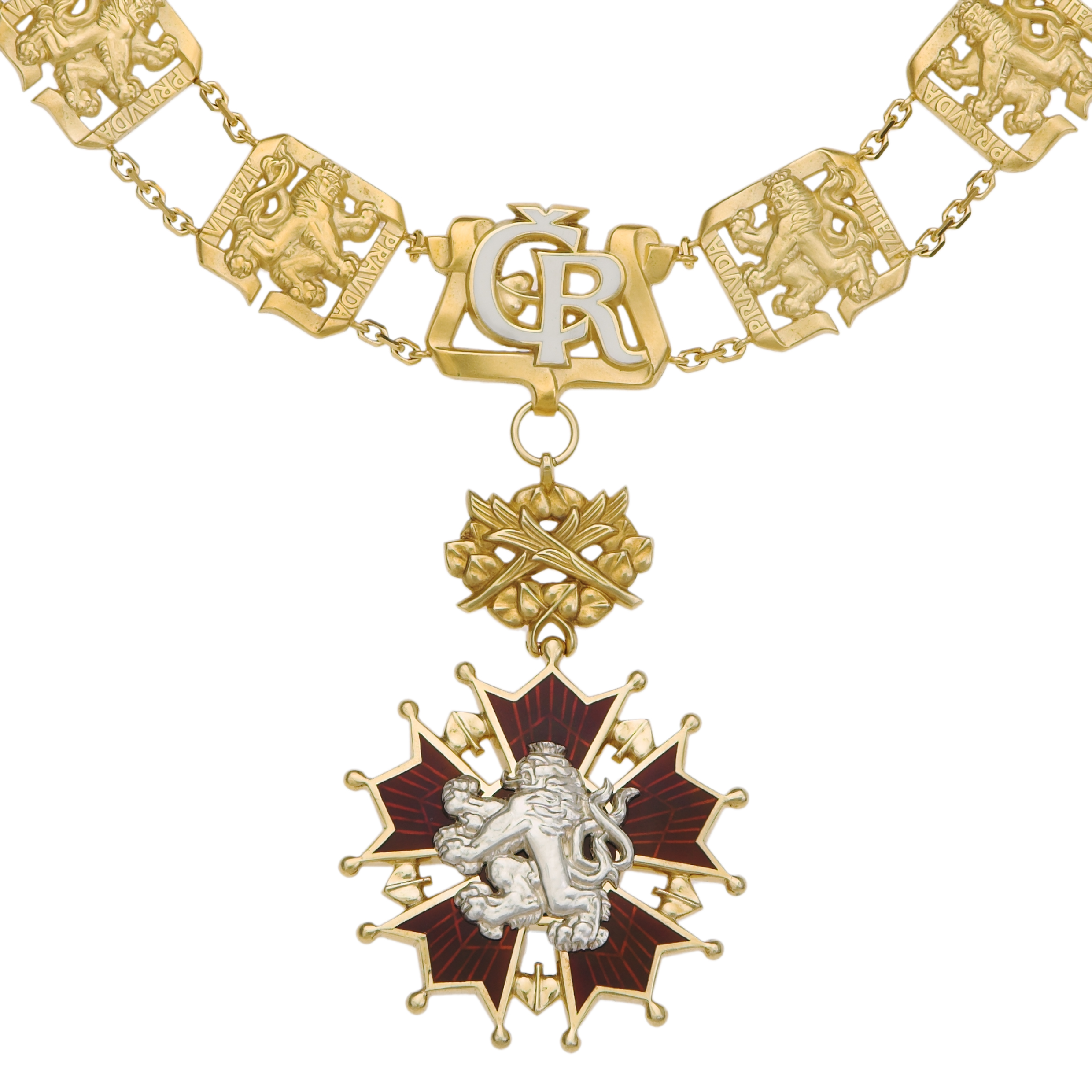
Řád Bílého lva

#### 1996
- Její Veličenstvo Alžběta II., britská královna – občanská skupina, I. třída s řetězem

#### 1997
- Madeleine Albrightová, americká politička a diplomatka – občanská skupina, I. třída

#### 1999
- baronka Margaret Thatcherová – občanská skupina, I. třída

#### 2010
- plk. Marie Ljalková-Lastovecká – vojenská skupina, II. třída

#### 2021
- Mgr. Jiřina Bohdalová, herečka – I. třída, občanská skupina

## Řád Tomáše Garrigua Masaryka[2]
Držitelky Řádu Tomáše Gariggua Masaryka

### Československo

#### 1991
- JUDr. Milada Horáková, in memoriam, I. třída
- PhDr. Božena Komárková, III. třída
- Anna Kvapilová, IV. třída
- Bernadeta Pánčiová, IV. třída
- Ester Šimerová-Martinčeková, IV. třída

#### 1992
- Prof. PhDr. Růžena Vacková, in memoriam, II. třída
- MUDr. Vlasta Kálalová-Di Lotti, in memoriam, III. třída
- Prof. MUDr. Božena Kuklová-Štúrová, DrSc., in memoriam, III. třída
- Františka Plamínková, in memoriam, III. třída
- Prof. Marie Provazníková, in memoriam, III. třída
- Květoslava Viestová, in memoriam, III. třída
- Fráňa Zemínová, in memoriam, III. třída
- PhDr. Želmíra Gašparíková, in memoriam, IV. třída
- PhDr. Anna Gašparíková-Horáková, in memoriam, IV. třída
- JUDr. Helena Koželuhová, in memoriam, IV. třída

### Česká republika

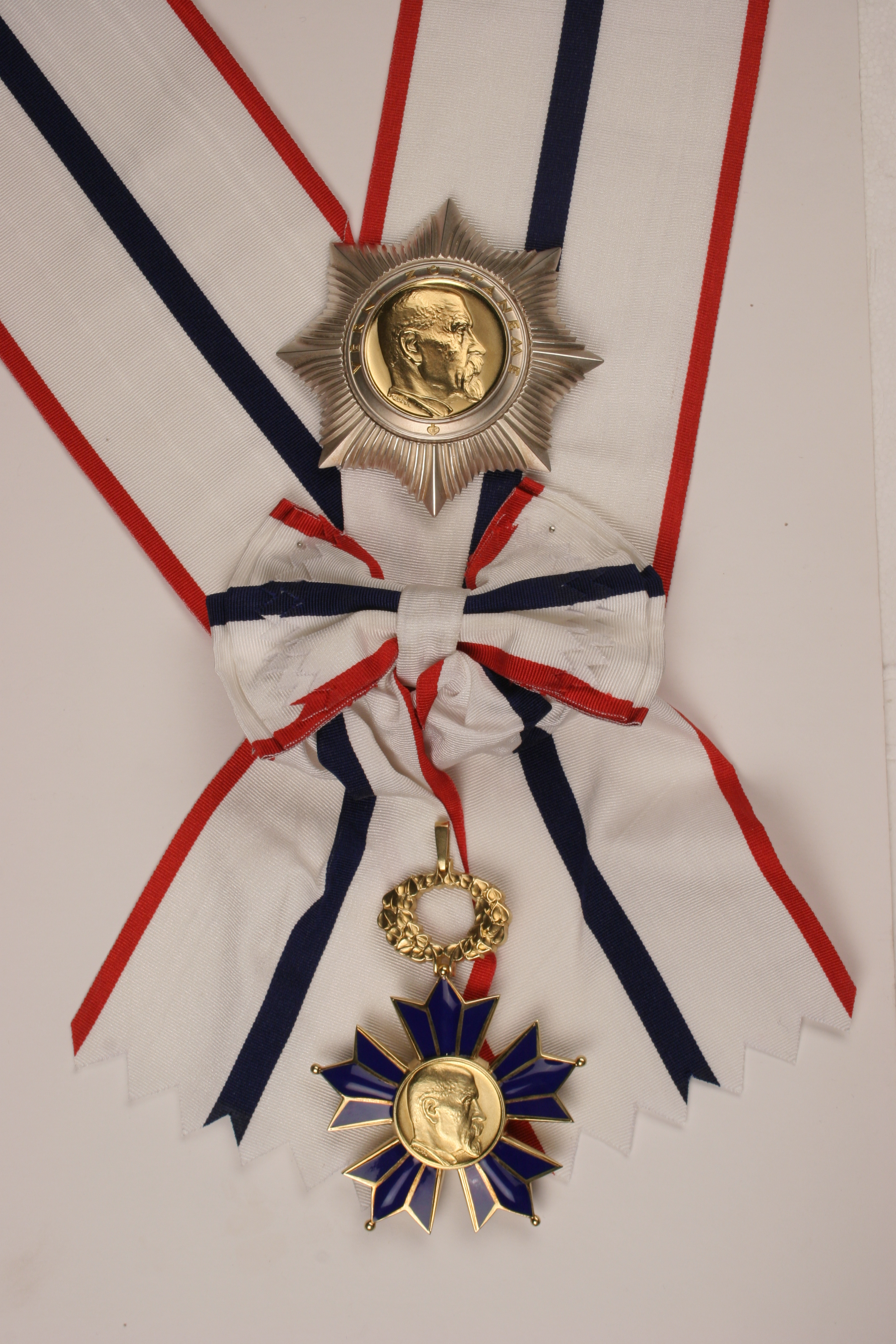
Řád Tomáše Garrigua Masaryka

#### 1996
- Milena Jesenská, in memoriam, II. třída

#### 1997
- Olga Havlová, in memoriam, I. třída
- Otta Bednářová, III. třída
- Dagmar Skálová, V. třída

#### 1998
- Jeane Kirkpatricková, PhD., I. třída
- Vlasta Chramostová, III. třída
- Zdena Mašínová, in memoriam, IV. třída
- Marie Dubinová, IV. třída

#### 2002
- JUDr. Dagmar Burešová, IV. třída

#### 2003
- Mary Robinsonová, I. třída
- Jelena Bonnerová, II. třída
- Antje Vollmerová, III. třída

#### 2006
- členka Konfederace politických vězňů MUDr. Naděžda Kavalírová, I. třída
- účastnice odboje za II. světové války Matylda Čiháková, II. třídy

#### 2009
- Anděla Dvořáková, I. třída
- Josefina Napravilová, III. třída

#### 2010
- Julie Hrušková, II. třída

#### 2011
- PhDr. Dagmar Lieblová, oběť nacistické genocidy Židů, jedna ze zakladatelek Mezinárodního sdružení Terezínská iniciativa; II. třída
- Anna Magdalena Schwarzová, řeholnice, aktivistka katolického disentu a Výboru na obranu nespravedlivě stíhaných; II. třída
- Marie Škarecká, aktivistka podzemní církve, poskytovala úkryt pronásledovaným lidem prchajícím za hranice, spoluzakladatelka Konfederace politických vězňů; II. třída

#### 2012
- Drahomíra Strouhalová – účastnice protikomunistického odboje, osm let vězněna komunistickým režimem

#### 2014
- Hana Hegerová, za vynikající zásluhy o rozvoj humanity, I. třída

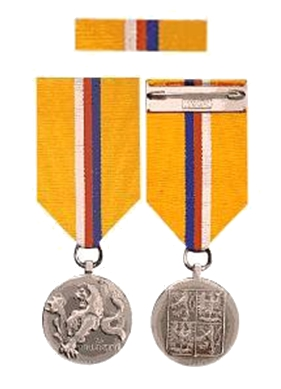
Medaile Za hrdinství

## Medaile Za hrdinství[3]
Držitelky Medaile Za hrdinství

#### 1998
- Irena Bernášková, in memoriam
- Eliška Pilařová
- Anežka Schlattauerová

#### 2000
- Vlasta Mařáková - Charvátová

#### 2001
- Albína Wiesenbergerová

#### 2018
- Darina Nešporová

#### 2019
- Božena Ivanová, válečná veteránka, příslušnice 1. československého sboru v Buzuluku
- Jarmila Halbrštatová, válečná veteránka, příslušnice 1. československého sboru v Buzuluku

#### 2020
- Jana Březinová, zdravotní sestra v důchodu, vypomáhala v nemocnici během koronavirové pandemie

#### 2021
- št. prap. Michaela Tichá, in memoriam, vojákyně

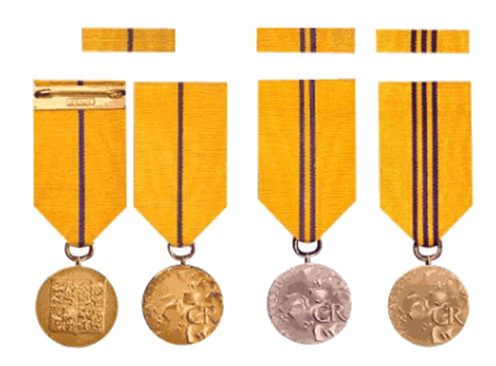
Medaile Za zásluhy

## Medaile Za zásluhy[4]
Držitelky Medaile Za zásluhy

#### 1995
- Věra Čáslavská, II. stupeň
- Bettina Fehrová, II. stupeň
- Marta Kubišová, II. stupeň
- Marie Ch. Metternichová, II. stupeň

#### 1996
- Hana Ponická, I. stupeň

- Běla Gran Jensenová von Styber, II. stupeň

#### 1997
- Dr. philos. Milada Blekastadová, I. stupeň
- Jiřina Hauková, I. stupeň
- Adriena Šimotová, I. stupeň

- Dr. Libuše Moníková, II. stupeň
- Ing. Milena Novotná, II. stupeň

#### 1998
- MUDr. Madelaine Cuendet, I. stupeň
- Věra Chytilová, I. stupeň
- Věra Linhartová, I. stupeň
- Martina Navrátilová, I. stupeň
- Dana Němcová, I. stupeň
- Jana Novotná, I. stupeň

- Zora Frkáňová, II. stupeň
- PhDr. Vlastimila Kladivová, CSc., II. stupeň

#### 1999
- PhDr. Jiřina Šiklová, CSc., I. stupeň

- Eva Borková, II. stupeň
- Jaroslava Havlová-Boni, II. stupeň
- Meda Mládková, II. stupeň

#### 2000
- Olga Fierzová, in memoriam, I. stupeň
- Dr. Clara Janésová, I. stupeň
- Jeri Laberová, I. stupeň

- Markéta Goetz-Stankiewiczová, II. stupeň
- Marie Akvinela Loskotová de Notre Dame, II. stupeň

- PhDr. Petra Procházková, III. stupeň

#### 2001
- Jarmila Bělíková, I. stupeň
- Dagmar Hochová-Reinhardtová, I. stupeň
- Lenka Reinerová, I. stupeň
- PhDr. Libuše Šilhánová, CSc., I. stupeň

- Jaroslava Adamová, II. stupeň
- RNDr. Marie Brůčková, CSc., II. stupeň

#### 2002
- Mgr. Anna Šabatová, I. stupeň

- Soňa Čechová, II. stupeň
- Anna Fárová, promovaný historik, II. stupeň
- Eduarda Ottová, II. stupeň
- Stella Zázvorková, II. stupeň

- Hana Hegerová, III. stupeň
- PhDr. Milena Hübschmannová, CSc., III. stupeň
- MUDr. Marie Svatošová, III. stupeň

#### 2003
- baronka Lena May Jegerová, I. stupeň
- Zdena Tominová, I. stupeň
- Emília Vášáryová, I. stupeň

- Vlasta Hammerová, roz. Průchová, II. stupeň
- Anna von Herzogenberg, II. stupeň
- Lenka Janotová, II. stupeň
- prof. Zuzana Kalabisová - Růžičková, II. stupeň
- Dana Zátopková, II. stupeň

#### 2004
- Jana Brejchová, II. stupeň
- prof. MUDr. Radana Königová, CSc., II. stupeň
- Alena Steindlerová-Vrzáňová, II. stupeň

#### 2005
- Jaroslava Brychtová, II. stupeň
- prof. RNDr. Helena Illnerová, DrSc., II. stupeň
- Blažena Rosnerová, II. stupeň

#### 2006
- Kateřina Neumannová, sportovkyně, I. stupeň

- Iva Janžurová, herečka, II.stupeň
- Jiřina Jirásková, herečka, II.stupeň

#### 2007
- Sestra Marie Goretti Boltnarová, I. stupeň

- Anna Honová, II. stupeň

- Prof. PhDr. Dagmar Čapková, DrSc., III. stupeň

#### 2008
- Gabriela Beňačková, II. stupeň
- Marta Kottová, II. stupeň

- Jindřiška Pavlicová,III. stupeň
- Prof. Ing. akademická architektka Alena Šrámková,III. stupeň

#### 2009
- Helga Hošková-Weissová, Dr.h.c., akademická malířka, I. stupeň
- Eva Pilarová, zpěvačka, I. stupeň

- PhDr. Květuše Hyršlová, DrSc., II. stupeň

#### 2010
- Ing. Blanka Wichterlová, DrSc., II. stupeň
- PhDr. Eva Zaoralová, II. stupeň

- Hana Maciuchová, III. stupeň

#### 2012
- kpt. Ing. Barbora Špotáková, za zásluhy o stát v oblasti sportu, II. stupeň

- prof. Ing. Gabriela Basařová, DrSc., za zásluhy o stát v oblasti vědy, výchovy a školství, III. stupeň

#### 2013
- Jiřina Bohdalová, za zásluhy o stát v oblasti umění, I. stupeň
- Soňa Červená, za zásluhy o stát v oblasti umění, I. stupeň
- Jarmila Kratochvílová, za zásluhy o stát v oblasti sportu, I. stupeň
- Kamila Moučková, za zásluhy o stát v oblasti kultury, I. stupeň
- Eva Syková, za zásluhy o stát v oblasti vědy, I. stupeň
- Marie Uchytilová-Kučová (in memoriam), za zásluhy o stát v oblasti umění, I. stupeň

#### 2014
- Lucie Bílá – za zásluhy o stát v oblasti umění, I. stupeň
- Dana Drábová – za zásluhy o stát v oblasti vědy, I. stupeň
- Božena Fuková – za zásluhy o stát, I. stupeň
- Natalja Jevgenjevna Gorbaněvská (in memoriam) – za zásluhy o stát, I. stupeň
- Věra Olivová – za zásluhy o stát, I. stupeň
- Marie Vodičková – za zásluhy o stát, I. stupeň
- Leticie Vránová-Dytrychová – za zásluhy o stát v oblasti hospodářské, I. stupeň

#### 2015
- Helena Fibingerová - za zásluhy o stát v oblasti sportu, I. stupeň
- Jitka Frantová Pelikánová - za zásluhy o stát v oblasti umění, I. stupeň
- Marie Svatošová - za zásluhy o stát, I. stupeň
- Libuše Šafránková - za zásluhy o stát v oblasti umění, I. stupeň
- Danuše Táborská - za zásluhy o stát v oblasti vědy, I. stupeň

#### 2016
- Eva Filipi, diplomatka, I. stupeň
- Věra Růžičková, gymnastka, I. stupeň
- Judita Štouračová, diplomatka a pedagožka, I. stupeň

#### 2017
- Eliška Hašková-Coolidge, bývalá ředitelka Kanceláře prezidentských zpráv a asistentka pěti amerických prezidentů, I. stupeň
- Soňa Nevšímalová, lékařka, I. stupeň
- Martina Sáblíková, rychlobruslařka a cyklistka, I. stupeň
- Yvetta Simonová, zpěvačka, I. stupeň
- Jarmila Šuláková, in memoriam, zpěvačka a herečka, I. stupeň
- Eva Urbanová, operní pěvkyně, I. stupeň
- Helena Vondráčková, zpěvačka, I. stupeň

#### 2018
- Ivanka Kohoutová, ředitelka střední školy, I. stupeň
- Petra Kvitová, tenistka, I. stupeň
- Ester Ledecká, sportovkyně, I. stupeň
- Jana Lorencová, politička a novinářka, I. stupeň
- Lenka Procházková, spisovatelka, I. stupeň
- Helena Suková, tenistka, I. stupeň
- Alena Vitásková, bývalá předsedkyně Energetického regulačního úřadu, I. stupeň

#### 2019
- Helena Haškovcová, bioložka a filozofka, I. stupeň
- Eliška Junková-Khásová, in memoriam, automobilová závodnice, I. stupeň
- Hana Moučková, starostka České obce sokolské, I. stupeň
- Xu Weizhu, bohemistka a překladatelka, I. stupeň

#### 2020
- Eva Erbenová, izraelská spisovatelka, I. stupeň
- Alena Štěpánková Veselá, varhanice a pedagožka, I. stupeň